# Lafitte-sur-Lot
Lafitte-sur-Lot is een gemeente in het Franse departement Lot-et-Garonne (regio Nouvelle-Aquitaine) en telt 696 inwoners (1999). De plaats maakt deel uit van het arrondissement Marmande.

## Geografie
De oppervlakte van Lafitte-sur-Lot bedraagt 15,9 km², de bevolkingsdichtheid is 43,8 inwoners per km².
De onderstaande kaart toont de ligging van Lafitte-sur-Lot met de belangrijkste infrastructuur en aangrenzende gemeenten.

## Demografie
Onderstaande figuur toont het verloop van het inwonertal (bron: INSEE-tellingen).

1. ↑  Populations de référence 2022.